# 文化 (考古学)
考古学における文化（ぶんか、英語: Culture、ドイツ語: Kultur）ないし考古学的な文化（英語: Archaeological culture）とは、人類がその長い歴史のあゆみのなかで自然にはたらきかける営みを通じてつくりあげてきた、物質および精神にかかわる生活様式のすべてである。
なお、人類学的な文化については「文化#人類学的文化 」を、社会学的な文化については「文化#社会学的文化 」を参照のこと。

## 総説
考古学で定義されるところの「文化」が、歴史学・地理学など他の人文科学における「文化」と比較して何か際だった違いがあるわけではなく、そしてまた、「文化」一般に対する用語の意味が冒頭に示した通りであるとして、実際にそれを考古学的なアプローチによって、実体をともなうかたちで理解、把握することは実はかなり難しいことである。遺跡や遺構、遺物などのかたちで今日に残された物質を手がかりに、その実証的・分析的な研究に基礎を置く考古学では、古い時代とくに先史時代の人びとの人びとの信仰など精神的な側面、あるいは親族や婚姻などといった社会組織にかかわる側面を復元していくのは至難のわざである。対象とする時期がさかのぼるほど、残存して具体的に扱うことのできる文化遺産（考古資料）は限られており、その資料も自然界で分解されやすい有機質や幾度も鋳直される金属製品など残らないものの方が圧倒的に多いことも事実である。したがって、遠い過去における精神的・社会的な文化の様態は、技術や生業など断片的な物質的資料とそこから得られる知見をつなぎあわせて仮説を立て、それを検証する繰り返しによって、わずかずつ像を結んでいくものにほかならない。
にもかかわらず、考古学者においてはむしろ頻繁に「文化」の語が用いられる。考古学において「（特定の）文化」が存在するか否かは、大まかに言って、ある一定の時代・地域において共通する遺物・遺構の集合が有機的に把握できるか否かという基準によって位置づけられる。欧米の研究者がしばしば"Archaeological culture"という語を用いるとき、そのようにして把握された個々の文化を指す場合があり、また、「考古学からみた文化」という意味で用いる場合、さらに「考古学における文化」という意味で用いる場合などがあり、「考古学的文化（考古文化）」の指し示す対象は一様ではない。
上述の文脈における「文化」とは、ある一定の時期・時代における特定の人びと、または人びとの属する文明における風俗、社会習慣および技術の特徴的な様態である。この意味での文化は、本来の意味から離れ、その全ての活動を標本とし、それがグループ内の他の人間へ社会的に（主に言語により）伝えられる人びとの集団と定義される。そこにはアイデア、道具としての遺物、社会制度の創造が含まれる。

## 考古学における文化
類似または近縁の集合物が一定のエリアの同時代層から複数の箇所で見つかれば、特定の人びとを構成員とする集団の活動があったものと考えられ、「文化」と呼ばれる。「考古学における文化」とは、いわば考古学的に観察できるデータの集合であり、見つかった関連する遺物や風習（陶器、家屋の形式、金属加工、葬制など）として定義され、特定の社会集団の物質的表現とみなされる。
このコンセプトを先史時代の遺物の解析へと一般化したのはゴードン・チャイルドである。チャイルドは1929年の自著 "The Danube in Prehistory" において、「文化」（culture）の語に以下のような定義をあたえた。
| 「 | We find certain types of remains - pots, implements, ornaments, burial rites and house forms - constantly recurring together. such a complex of associated traits we shall call a "cultural group" or just a "culture". We assume that such a complex is the material expression of what today we would call "a people". われわれは特定の型式の遺物―ポット、装飾品、葬制および家屋の形式―をたびたび繰り返し一緒に見つけた。このような関連する特徴の複合体を我々は「文化グループ」または単に「文化」と呼ぶ。こういった複合体は今日われわれが「一つの'people'」と呼んでいるものの物質的表現であると考える。 | 」 |

すなわち、チャイルドは、各地の博物館に収蔵される遺物を対比して広域編年網をつくるいっぽう、それぞれの遺物に共伴する他の遺物を析出して、つねに繰り返し一緒にあらわれる遺物・遺構群を同定し、これら一括遺物（assemblage）を「文化」と称したのである。
このように規定された「文化」の名は、その場所（標準遺跡、地域名など）や遺物・遺構から名づけられることが多い。例を挙げると、オホーツク海周辺に消長した「オホーツク文化」やメソアメリカのマヤ地域に繁栄した「マヤ文化」が前者、縄文土器に代表される「縄文文化」や古墳の存在が顕著な「古墳文化」が後者である。このような命名は、考古学的な手法を用いて、特定地域における特定の時代の文化の総体を復元していくための作業仮説としての文化設定である。
さらに限定された意味では、たとえば「刀剣文化」などのように、「文化」の語は、遺物すなわち道具の製作の伝統や発展段階を表徴している。このような、物質的文化における特定の要素に着目した用法は、主に旧世界において多く用いられる。石器時代における「旧石器文化」、金属器の開始使用後の「青銅器文化」などの用法は、その延長上にある。
1880年代までに専門学科としての体裁を整えた考古学は、精密な野外調査（フィールドワーク）とグリッド（方眼）法などその記録法の発展、編年法の考案と進展、層位学的研究法の普及・発達などにより、1920年代から1930年代にかけて、他の近代的諸科学にひけをとらない独自の方法と理論を有する学問となった。それからの数十年、考古学研究の中心を占めたのは型式学・編年学にもとづいた文化史の復元作業である。これは、一面「考古学からみた文化の復元」の意味を有する営みである。

## 様式・型式と文化
遺物における外観・形態等の異同によって確認される各種の様式は、相互に組み合わされて、一定地域に分布することが多い。そのうちの主要な様式を構成する型式の組列を上層・下層の双方にたどっていき、その連鎖が断絶するところを基準にすれば、時間的に重層する様式を一つの有意なまとまりとしてとらえることが可能となる。こうした様式もしくは型式の組列の時間的・地域的なまとまりの単位が考古学における文化である。この文化は他の文化に対し排他的な関係にあって、通常は同時に同地域には共存しない。ただし、考古資料の操作を通して文化を設定する場合、1つの文化のすべての様式・型式の組列が他の文化のそれと排他関係にあるのではない。一般的には、主要な様式・型式の組列のうち特徴的なもの（チャイルドのいう「特徴型式」diagnostic type ）を基準として文化を設定するのであり、縄文文化や弥生文化においては、それは土器と石器である。
ここにおける文化とは、考古学的な文化、あるいは「考古資料の文化」と称すべきものであって、人間活動の総体という意味での文化ではない。また、文化を精神文化と物質文化の2つに大別した場合の物質文化のすべてでもない。ドイツのH・J・エガースは、過去に存在した文化から考古学的な文化（考古文化）のあいだで欠落していった要素の起因を追究し、1つは上述した、人間の意志とは無関係の腐朽という自然要因であり、もう1つを人間の意志による人為的な選択ととらえた。集落遺跡の場合は使用不能品や不要品が主であり、改鋳や再利用可能なものでは欠失することが多い。埋納遺跡では人間の意志による選択がはたらいていることが明らかであり、墳墓では、副葬品として厳選されたものから成るとみてよい。
エガースの所論は、日本考古学にも大きな影響をあたえたが、これは第二次世界大戦前のドイツにおいて考古学界を主導したコッシナ学派の研究法の反省に立つものであった。G.コッシナは「文化領域は民族地域である」「文化集団は民族である」と述べ、ナチスの思想にも影響をあたえたが、方法論的には、文化の総体ではなく、特定の型式・型式の組列を取り上げたにすぎず、それを特定の民族に短絡させることが多かった。エガースは歴史学（文献史学）における史料批判と同じことを考古資料についても適用し、実践しようとしたのである。
文化は総合的なものであると同時に構造的なものである。大小さまざまな概念を有する考古学的な文化（考古文化）を、歴史性と地域性を備えた文化の概念として体系化していくことが求められている。